# Anders Frithiof
Anders Frithiof (27 de julio de 1879-2 de febrero de 1957) fue un actor teatral y cinematográfico de nacionalidad sueca.

## Biografía
Su nombre completo era Anders Fritiof Andersson, y nació en la Parroquia de Långserud, en el Municipio de Säffle (Suecia). Frithiof trabajó en 1900 con la compañía de Hjalmar Selander en el Olympiateatern de Estocolmo. En 1904-1905 fue contratado por Victor Castegren para actuar en el Stora Teatern de Gotemburgo, en 1905-1906 actuó con la compañía de Alfred Lundberg, y entre 1906 y 1907 en la de Harald Sandberg. Entre 1907 y 1910 se probó como director, y después trabajó con Allan Ryding (en 1911-1913), con Knut Lindroth en 1913-1915, y con Vilhelm Olin en 1915-1916. Como actor destacaron sus papeles del Fausto de Goethe, Tobias Raap en Trettondagsafton, Claudio en Hamlet y el capitán en El padre. 
Tras dirigir su propia compañía teatral en 1916-1922, se asoció al Hippodromen de Malmö en 1922. En la primavera de 1926 dejó ese teatro, pasando entre 1926 y 1929 al Skådebanan, y desde 1929 a 1932 al Teatro de Lorensberg. Hasta 1944, año en el que empezó a trabajar en el Malmö stadsteater, actuó en diferentes teatros de Estocolmo, entre ellos el Dramaten, y dirigió varias representaciones en espacios de tipo folkpark. 
Entre sus últimos papeles más relevantes figuran el de la pieza de Tor Hedberg Johan Ulfstierna, el de Swedenhielm senior en Swedenhielms, Argan en El enfermo imaginario, y Shylock en El mercader de Venecia.
Anders Frithiof falleció en 1957 en Malmö, Suecia. Desde 1929 había estado casado con la actriz Mabel Frithiof.

## Filmografía (selección)
- 1923 : Janne Modig
- 1925 : Miljonär för en dag
- 1933 : Den farliga leken
- 1935 : Flickornas Alfred
- 1936 : Spöket på Bragehus
- 1937 : Ryska snuvan
- 1937 : En flicka kommer till sta'n
- 1941 : Lasse-Maja
- 1941 : Snapphanar
- 1941 : Göranssons pojke
- 1943 : Ordet
- 1944 : Kärlek och allsång
- 1944 : Mitt folk är icke ditt
- 1944 : Narkos
- 1944 : Sabotage
- 1946 : Jag älskar dig, argbigga
- 1947 : Lata Lena och blåögda Per
- 1955 : Blå himmel

## Teatro (selección)

### Actor
- 1932 : Kanske en diktare, de Ragnar Josephson, dirección de Gösta Ekman (sénior), Vasateatern[2][3]
- 1932 : Svensson, de Gustaf H. Lundberg, dirección de Erik Berglund, Folkan[4]
- 1933 : La tía de Carlos, de Brandon Thomas, Folkan[5]
- 1933 : Mäster Olof, de August Strindberg, dirección de Olof Molander, Dramaten
- 1944 : Vår unge, de Jean de Létraz, dirección de Anders Frithiofm Malmö stadsteater
- 1946 : La ópera de los tres centavos, de Bertolt Brecht y Kurt Weill, dirección de Sandro Malmquist, Malmö stadsteater
- 1952 : Kronbruden, de August Strindberg, dirección de Ingmar Bergman, Malmö stadsteater[6]
- 1954 : Spöksonaten, de August Strindberg, dirección de Ingmar Bergman, Malmö stadsteater[7]
- 1954 : El pato silvestre, de Henrik Ibsen, dirección de Lars-Levi Laestadius, Malmö stadsteater
- 1955 : Don Juan, de Molière, dirección de Ingmar Bergman, Malmö stadsteater[8]
- 1955 : El inspector general, de Nikolái Gógol, dirección de Lars-Levi Læstadius, Malmö stadsteater
- 1956 : Trojanska kriget blir inte av, de Jean Giraudoux, dirección de Lars-Levi Laestadius, Malmö stadsteater

### Director
- 1944 : Vår unge, de Jean de Létraz, Malmö stadsteater